# Lobsang Geleg Tenpe Khenchen
Lobsang Geleg Tenpe Khenchen (né en 2002) a été reconnu comme 7e Gungthang Rinpoché, un lama important du monastère de Labrang.

## Biographie
Né en 2002, Lobsang Geleg Tenpe Khenchen a été reconnu comme 7e Gungthang Rinpoché. Il a été intronisé en 2006. 
Le 13 octobre 2012, son grand-père, Tamdrin Dorjee, âgé de 52 ans s'est immolé par le feu, pour protester contre le régime chinois, dans la ville de Tsoe, province de Gansu. Il est mort le jour même.